# Явельберг, Яра
Яра Явельберг (Явелберг, порт. Yara Yavelberg; 7 мая 1944, Сан-Паулу — 20 августа 1971[…], Салвадор) — бразильский преподаватель университета и психолог, присоединившаяся к леворадикальному вооружённому сопротивлению против военного правительства. Она стала спутницей одного из лидеров бразильской городской герильи Карлуса Ламарки и погибла во время осады силовиками квартиры, в которой она находилась, в Салвадоре, штат Баия. Считалось, что городская партизанка покончила жизнь самоубийством, но недавнее вскрытие показало, что она, вероятно, была убита агентами службы безопасности. Это было одно из громких дел, расследованных Комиссией по установлению истины, рассматривающей случаи смерти и исчезновения при военной диктатуре.

## Биография
Яра Явельберг родилась в богатой еврейской семье в Сан-Паулу. Очень рано, в возрасте 16 лет, была выдана замуж, но брак с врачом продлился всего три года. В 1964 году поступила в Университет Сан-Паулу. Яра пришла к марксизму через студенческое движение и присоединилась к Революционной марксистской организации — Рабочая политика.
Изначально она была пассивной сторонницей движения сопротивления военной диктатуре, но со временем стала членом Революционного движения 8 октября, ведущего с той вооружённую борьбу. Работая в подполье, встретила командующего Революционным авангардом народа Карлуса Ламарку, в апреле 1969 года, через два месяца после того, как этот офицер дезертировал из армии и стал одним из важнейших лидеров ультралевого партизанского движения. Страсть между дочерью миллионера из Сан-Паулу, ставшей социалисткой, и сыном сапожника из Рио, капитана-дезертира бразильской армии, сделала их одной из самых популярных пар во времена военной диктатуры, чьи фотографии нелегально распространялись по стране.
Десять месяцев пара пряталась по всей стране; одной из их компаньонок была городская партизанка под кодовым именем «Ванда» — будущая первая женщина-президент страны Дилма Русеф. В 1970 году в Вале-ду-Рибейра началась военная подготовка партизан, на которой Яра проводила теоретические занятия по марксизму; в том же году Ламарка возглавил похищение посла Швейцарии в обмен на освобождение 70 политических заключённых. В первые месяцы 1971 года большинство левых организаций были разгромлены. После краха партизанского движения Явельберг и Ламарка бежали в Баию (во время поездки в июне 1971 года из Рио-де-Жанейро в Баию пара виделась в последний раз), а остатки Революционного авангарда народа влились в Революционное движение 8 октября. В новой организации Яра (кодовое имя «Клара») как интеллектуалка получила руководящую должность, а Ламарка, которого новое руководство считало менее подготовленным, был понижен в звании до рядового бойца.

## Гибель
Причины и даже точная дата смерти Яры остаются тайной. Согласно отчёту об операции «Паюссара» с участием более 200 полицейских, она застрелилась в квартире в Пититубе (Салвадор) 19 августа 1971 года. Журналист Элио Гаспари в своей книге 2002 года подробно описывает моменты осады и гибели Яры. После ареста в столице штата Баия одного из членов организации, знавшего о местонахождении пары, тот после двух недель пыток выдал информацию репрессивным органам, и утром 20 августа десятки агентов пошли на штурм здания, где надеялись найти Ламарку, но на деле там была только Явельберг.
Впрочем, полицейским, применявшим бомбы со слезоточивым газом, не удалось схватить её с первого раза — они вышли из здания с тремя задержанными: горничной и двумя несовершеннолетними. 17-летняя школьница Нильда Кунья, захваченная в ходе рейда на квартиру, также была членом MR-8; после продолжительных пыток она потеряла рассудок и зрение, а затем умерла от «отёка мозга»; её мать, Эсмеральдина Кунья, покончила жизнь самоубийством, повесившись на проводе ЭВМ. Однако живший в соседней квартире мальчик обнаружил, что Яра прячется в доме с пистолетом, и перезвонил в полицию. Согласно этой версии, загнанная затем в угол в комнате, наполненной слезоточивым газом, женщина, убедившись, что бежать невозможно, она покончила с собой, чтобы не допустить её ареста военными и полицейскими агентами. Её тело более месяца оставалось в морге в качестве приманки для Ламарки.
В свидетельстве о смерти Яры официально объявлена дата смерти 20 августа 1971 года. Яра была похоронена в запечатанном гробу на еврейском кладбище в Сан-Паулу в месте, предназначенном только для самоубийц, и её ноги были повёрнуты к надгробию (положение, которое символизирует бесчестье в иудаизме). Карлус Ламарка погиб менее чем через месяц, 17 сентября.
В 1998 году семья Яры начала судебную тяжбу против государства, требуя эксгумации тела революционерки, с намерением расследовать действительные причины её смерти. Расследование возглавил профессор Университета Сан-Паулу (USP) Даниэль Муньос. Судебно-медицинский эксперт пришёл к выводу, что на самом деле смертельный выстрел Иары был произведён с большого расстояния, что исключало возможность самоубийства.
В 2003 году, после многих лет отрицания, на основании постановления суда штата Сан-Паулу членам семьи Явельберг, несогласным с официальной версией её смерти в результате самоубийства, удалось добиться от еврейской федерации Сан-Паулу перезахоронения партизанки рядом с могилой её родителей на другом участке еврейского кладбища.

## Память
Институт психологии Университета Сан-Паулу отдал дань уважения Явельберг, выпускнице их школы психологии, назвав свой академический центр Академическим центром им. Яры Явельберг.
Она была другом бывшего президента Бразилии Дилмы Русеф, которая почтила её память во время выдвижения её кандидатуры.
Ей посвящён документальный фильм 2013 года «В поисках Яры» (Em Busca de Iara).